# Victor Stoeffler
 (mars 2025).
Victor Stoeffler (1887-1947) est un pionnier de l’aviation français et un industriel alsacien. Pilote d’essai chez Aviatik, il établit plusieurs records de distance en vol avant la Première Guerre mondiale. Après la guerre, il se reconvertit dans l’industrie et la finance.

## Biographie

### Jeunesse et premiers pas dans l’aviation
Né à Strasbourg-Robertsau, Victor Stoeffler grandit dans un milieu artisanal. Son père, Charles Stoeffler, dirige une serrurerie au no 65 de la rue Saint-Fiacre, où il développe un intérêt pour la mécanique aux côtés de son frère Ernest. Ensemble, ils conçoivent divers projets techniques, dont un traîneau à moteur.
En 1910, lors d’une semaine d’aviation à Berlin Johannisthal, il découvre l’aviation naissante et décide de se former. Il rejoint les ateliers de Farman à Mourmelon, où il apprend à piloter sur un biplan. Il y croise également le mécanicien et ingénieur Franz Schneider.
Le 28 mars 1912, il obtient son brevet de pilote n°174 de la Fédération Internationale d'Aviation. Peu après, il est engagé comme pilote d’essai chez Aviatik, une entreprise d’aviation basée à Mulhouse.

### Ascension et exploits aériens

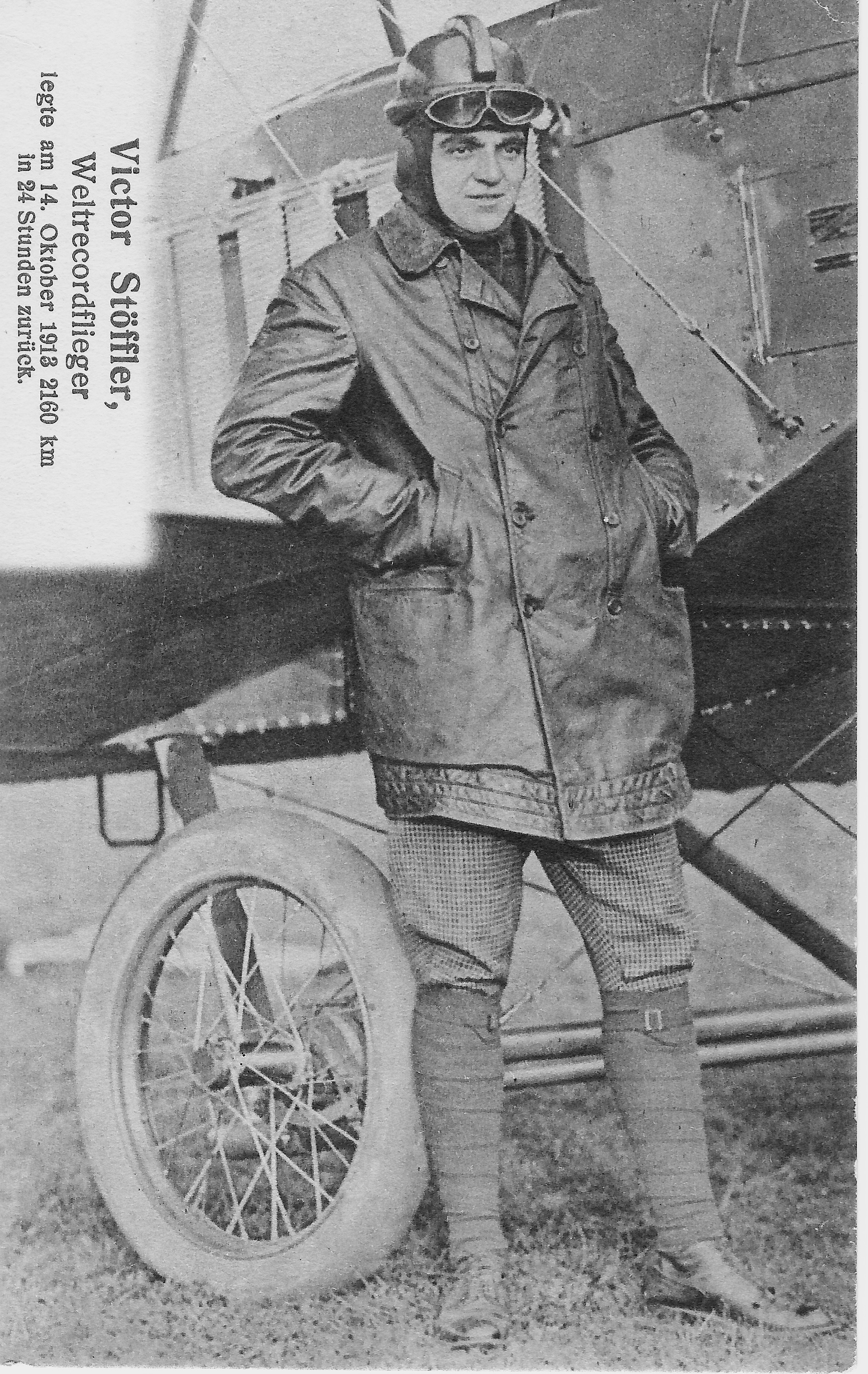

Entre 1912 et 1913, Stoeffler participe à plusieurs compétitions aériennes et établit plusieurs records. En mai 1912, il se classe troisième lors de la Flugwoche Berlin-Johannisthal, une course aérienne, avec un temps de vol cumulé de 6 h 59 min. L'année suivante, en mai 1913, il concourt à la prestigieuse Coupe du Prince Henri de Prusse, un circuit aérien partant de Darmstadt.
En août 1913, il établit le record allemand de distance en une journée, parcourant 1 200 km entre Habsheim et Insterbourg (actuelle Chernyakhovsk, Russie).
Le plus grand exploit de Stoeffler survient en octobre 1913, lorsqu’il remporte le Grand Prix de 375 000 francs pour la plus grande distance parcourue en 24 heures, totalisant 2 150 km. Cet exploit inclut également le premier vol nocturne de minuit à minuit, démontrant la faisabilité des vols longue distance en aviation.

### Guerre et reconversion industrielle

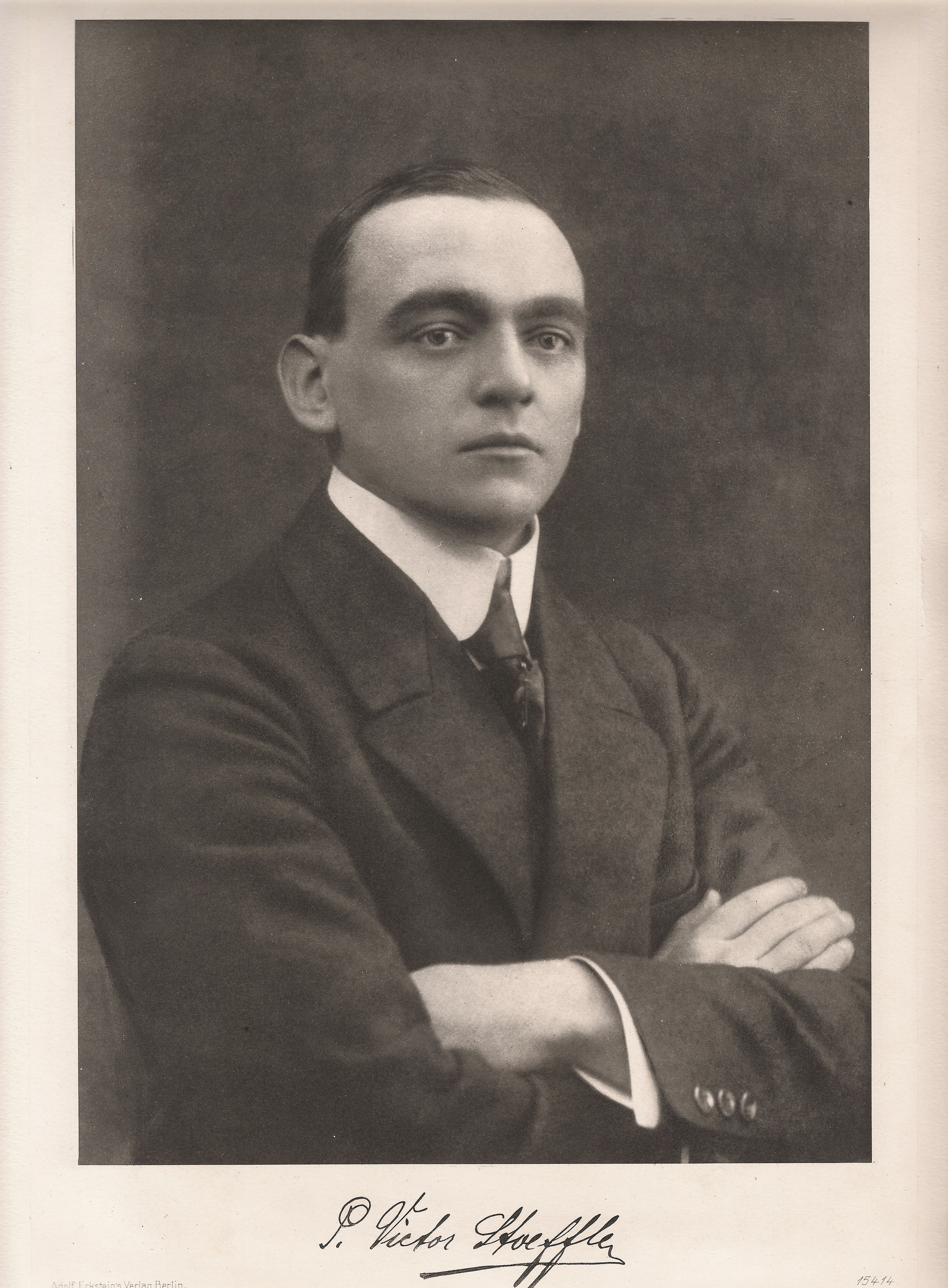

En 1914, Stoeffler est nommé directeur de l’usine Aviatik de Mulhouse. Lorsque la Première Guerre mondiale éclate, l’armée allemande exige le déménagement des usines en Allemagne pour les éloigner du front. Il supervise successivement les sites de Fribourg puis Leipzig.
Refusant de combattre ses anciens camarades aviateurs, il abandonne définitivement le pilotage et se consacre à l’industrie.
Après la guerre, il retourne en Alsace et devient directeur des Forges de Strasbourg, auparavant Wolff, Netter et Jacobi. Il fonde ensuite, avec son frère, la Fonderie Stoeffler à Schiltigheim et prend la direction de la Société Alsacienne de Construction de Fours Industriels (SOCALFOURS), spécialisée dans les fours et équipements industriels.
Il rejoint également le secteur bancaire en intégrant la Société Générale, où il occupe des fonctions importantes dans la gestion financière.

### Engagement politique et fin de vie
En 1924, Stoeffler est élu vice-président du Parti Républicain Populaire d’Alsace, un parti centriste actif dans la région.
Durant la Seconde Guerre mondiale, il se réfugie à Gérardmer en zone libre. Il rentre en Alsace en 1945 et décède à Strasbourg le 12 juillet 1947.

## Héritage
Victor et Ernest Stoeffler étaient surnommés les « frères volants », en raison de leurs exploits en aviation. Une rue de Strasbourg porte aujourd’hui leur nom.